# Museo de Tortosa
El Museo de Tortosa es un equipamiento cultural, inaugurado en 2012, heredero del antiguo museo creado en 1900 a partir de los hallazgos del arquitecto Joan Abril i Guanyabens.

## Fundación
Según resolución del 14 de mayo de 2014 de la consejería de Cultura de la Generalidad de Cataluña el Museo de Tortosa se inscribió en el Registro de Museos de Cataluña con la categoría de museo comarcal. El centro forma parte de Red Territorial de Museos de las Comarcas de Tarragona y de las Tierras del Ebro.

## Edificio
Está ubicado en el antiguo matadero de Tortosa, obra modernista del arquitecto Pablo Monguió, construida entre los años 1906 y 1908 y que funcionó como matadero hasta 1997. El edificio destaca por la forma y su colorido, inspirados en la arquitectura mudéjar. Está construido con basamentos de piedra, masonería enlucida, obra vista de ladrillo, cerámica y teja vidriada. Está situado al lado del río y, es que de hecho, se construyó ganando terrenos al Ebro.
La sala de exposiciones permanente ocupa una superficie aproximada de 600 m², distribuida en un espacio a dos niveles. Hay un total de seis ámbitos donde se explican la historia de Tortosa y la de su territorio de influencia, desde la prehistoria hasta la actualidad. Así en el primer nivel se  encuentra: I-Los orígenes, II-Los iberos, III-La Dertosa romana y IV-Turtusha; y en el segundo nivel: V-En el centro de la Corona de Aragón y VI-La Modernidad. Se exponen piezas representativas de cada periodo histórico procedentes de las colecciones municipales y otros museos que las han cedido en depósito.
En diciembre de 2024 el museo hizo realidad una primera ampliación de las instalaciones con el estreno de una sala dedicada al escultor Agustín Querol y a los pintores Antoni Casanova y Francisco Gimeno.
En el recinto también se encuentra la Sala de exposiciones Antoni Garcia, inaugurada en 2007.